# كرة القدم في البرازيل
كرة القدم هي الرياضة الأكثر شعبية في البرازيل والجزء البارز من هويتها الوطنية. حقق المنتخب البرازيلي لقب كأس العالم في خمس مناسبات، وهذا الإنجاز هو الأكبر بين المنتخبات، في الأعوام 1958، و1962، و1970، و1994، و2002. يُعد المنتخبان البرازيلي والألماني الوحيدين اللذين نجحا في التأهل في كل التصفيات المؤهلة لكأس العالم التي شاركا بها؛ والمنتخب البرازيلي هو الوحيد الذي شارك في جميع مسابقات كأس العالم. وهو من بين المنتخبات الأوفر حظًا في حصد لقب كأس العالم في كل مرة يشارك بها. بعد تحقيقها القب الثالث في عام 1970، مُنحت البرازيل كأس جول ريميه (النسخة الأصلية من الكأس، التي فُقدت في عام 1983) بشكل دائم. حقق المنتخب البرازيلي الميدالية الذهبية للألعاب الأولمبية في صيف ريو دي جانيرو عام 2016.
قاد بيليه، وهو اللاعب الأنجح على الإطلاق إحصائيًا، المنتخبَ البرازيلي إلى اثنتين من تلك البطولات وحقق معهم اللقب في ثلاث مناسبات (كان مصابًا معظم الوقت في بطولة عام 1962). كل لاعبي المنتخب البرازيلي المعروفين هم نجوم على مستوى عالم كرة القدم ومنهم غارينشا، وكافو، وروبيرتو كارلوس، وروميرو، وريفالدو، ورونالدو، ورونالدينو، وكاكا، ونيمار على صعيد كرة القدم الرجالية، ومارتا في كرة القدم النسائية. حقق البعض من هؤلاء اللاعبين شهرة عالمية موقعين عقودًا رياضية احترافية وإعلانات قيمتها ملايين اليوروهات.
الهيئة المنظمة لكرة القدم في البرازيل هي الاتحاد البرازيلي لكرة القدم.

## نبذة تاريخية
ظهرت كرة القدم في البرازيل عن طريق المغترب الإسكتلندي توماس دونهو. يعود تاريخ إقامة أول مباراة كرة قدم في البرازيل إلى شهر أبريل من عام 1894على أرض رسمها دونهو بالقرب من مكان عمله في بانغو.
في سبعينيات القرن التاسع عشر، وكما هو الحال مع العاملين البريطانيين، عمل مغترب اسكتلندي يُدعى جون ميلر في بناء مشروع طريق السكك الحديدية مع مهاجرين أوروبيين آخرين. في عام 1884، أرسل ميلر ابنه تشارلز وليام ميلر ذا الأعوام العشرة إلى مدرسة بانيستر في ساوثامبتون، إنجلترا بغرض تلقي التعليم. كان تشارلز رياضيًا مميزًا سرعان ما تعلم اللعبة في الوقت الذي كان الدوري في طور الإنشاء. كان تشارلز لاعب جناح ومهاجمًا بارعًا حقق ألقابًا مع مدرسته مكّنته من الانضمام إلى فريق ساوثامبتون، وبعدها إلى فريق مقاطعة هامبشاير.
في عام 1988، تأسس أول فريق رياضي في المدينة، وهو فريق ساو باولو الرياضي. في عام 1892،  دُعي تشارلز حين كان في إنجلترا للعب مباراة لصالح فريق كورنثوس، الذي كان فريقًا مكونًا من لاعبين من المدارس العامة والجامعات. جلب تشارلز حين عودته معدات رياضية وكتابًا حول قوانين كرة القدم، وبعدها علّم لاعبي ساو باولو القوانين، فربح الفريق أول ثلاث بطولات دوري. فاقت مهارات ميلر زملاءه في هذه المرحلة. كُرّم بتسمية حركة مراوغة باسمه تتضمن ركلة بكعب القدم «شاليرا» (أي «غلاية الشاي»). كانت أول مباراة لعبها أحد الفرق التابعة لميلر بعد نصف سنة من الفرق التابعة لدونهو.

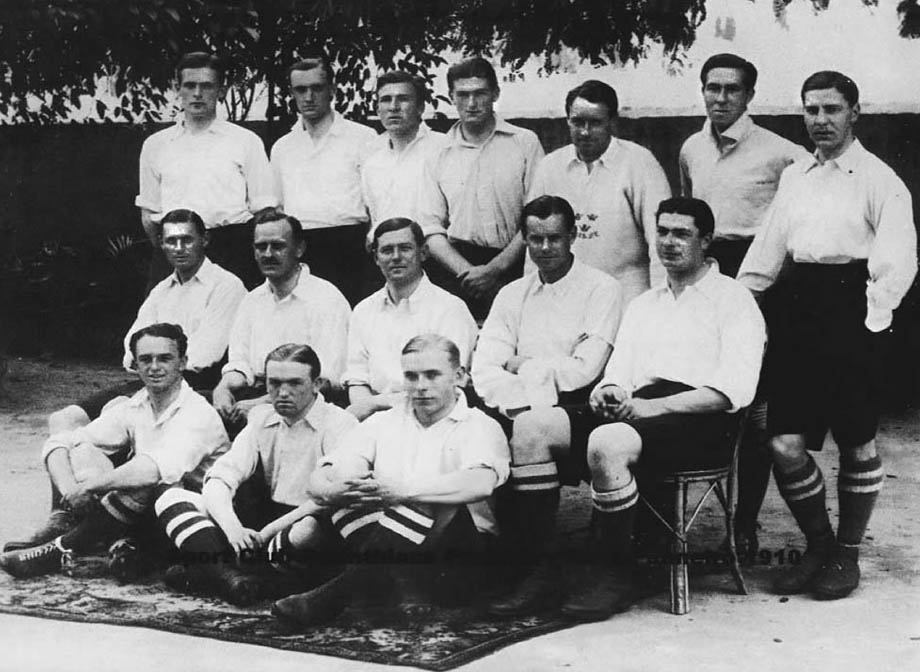
كان نادي كورينثيان الإنجليزي أول فريق يسافر إلى البرازيل في جولته الرياضية التي ربح فيها كل المباريات. سُمي الفريق المحلي كورينثيانز بهذا الاسم تيمنًا بذلك الفريق.

حافظ تشارلز على ارتباط وثيق مع كرة القدم الإنجليزية طوال حياته. بعد جولة نادي كورينثيان الإنجليزي في عام 1910، تأسس نادي كورينثيانز البرازيلي في الأول من سبتمبر في العام نفسه وتقرر أن يُسمى النادي البرازيلي بهذا الاسم تيمنًا بالنادي الإنجليزي.
في عام 1913، كان هناك نسختان من كأس باوليستا؛ نظمت الأولى جمعية باوليستا للرياضة (إيه بّي إي إيه)، بينما نظم الثانيةَ دوري باوليستا لكرة القدم (إل بّي إف).
تأسس الاتحاد البرازيلي لكرة القدم في عام 1914، ولكن كأس البرازيل بنسخته الحالية قد أُنشئ في عام 1959.
احتفل نادي كورينثيانز باوليسيتا البرازيلي بمباراة مع نادي كورينثيان كاجوالز الإنجليزي في ملعب مورمبي في عام 1988. أنهى الفريق الإنجليزي جولته بعد مباراة مع كورينثيانز المحلي الذي كان يضم لاعبين مثل ريفلينو وسقراط. احتفالًا بالتاريخ المشترك بين الفريقين، غيّر سقراط قميصه ليلعب مع الفريق الإنجليزي لما كانت النتيجة تشير لتخلف الأخير بهدف مقابل لا شيء. بقتي النتيجة النهائية على حالها مع أن الجماهير التي ملأت الملعب كان تهتف لانتهاء اللقاء بالتعادل الإيجابي.
أعلن الاتحاد البرازيلي في 29 سبتمبر عام 2007 أن كرة القدم النسائية على صعيدي الدوري والكأس سيتم إطلاقها في شهر أكتوبر بعد الضغط من سيب بلاتر، رئيس الاتحاد الدولي لكرة القدم خلال كأس العالم النسائية في الصين في العام ذاته.
انخفض الترتيب العالمي للمنتخب البرازيلي ليصل إلى المركز 22 في عام 2013، أي قبل سنة واحدة من كأس العالم 2014 الذي استضافته البرازيل، ويُعد هذا أسوأ ترتيب يصل إليه. نجح المنتخب بالوصول إلى نصف النهائي البطولة إلا أنه تعرض للإقصاء بعد هزيمة ساحقه على يد المنتخب الألماني بنتيجة 7-1.
في عام 2014، كان المنتخب البرازيلي من بين ثمانية فرق شاركت في كأس الاتحاد العالمي. لعب المنتخب البرازيلي مبارياته الافتتاحية مع لاعبين أمثال بيتو، وفابيو لوسيانو، وكارلوس لوسيانو دا سيلفا.

## ثقافة كرة القدم في البرازيل

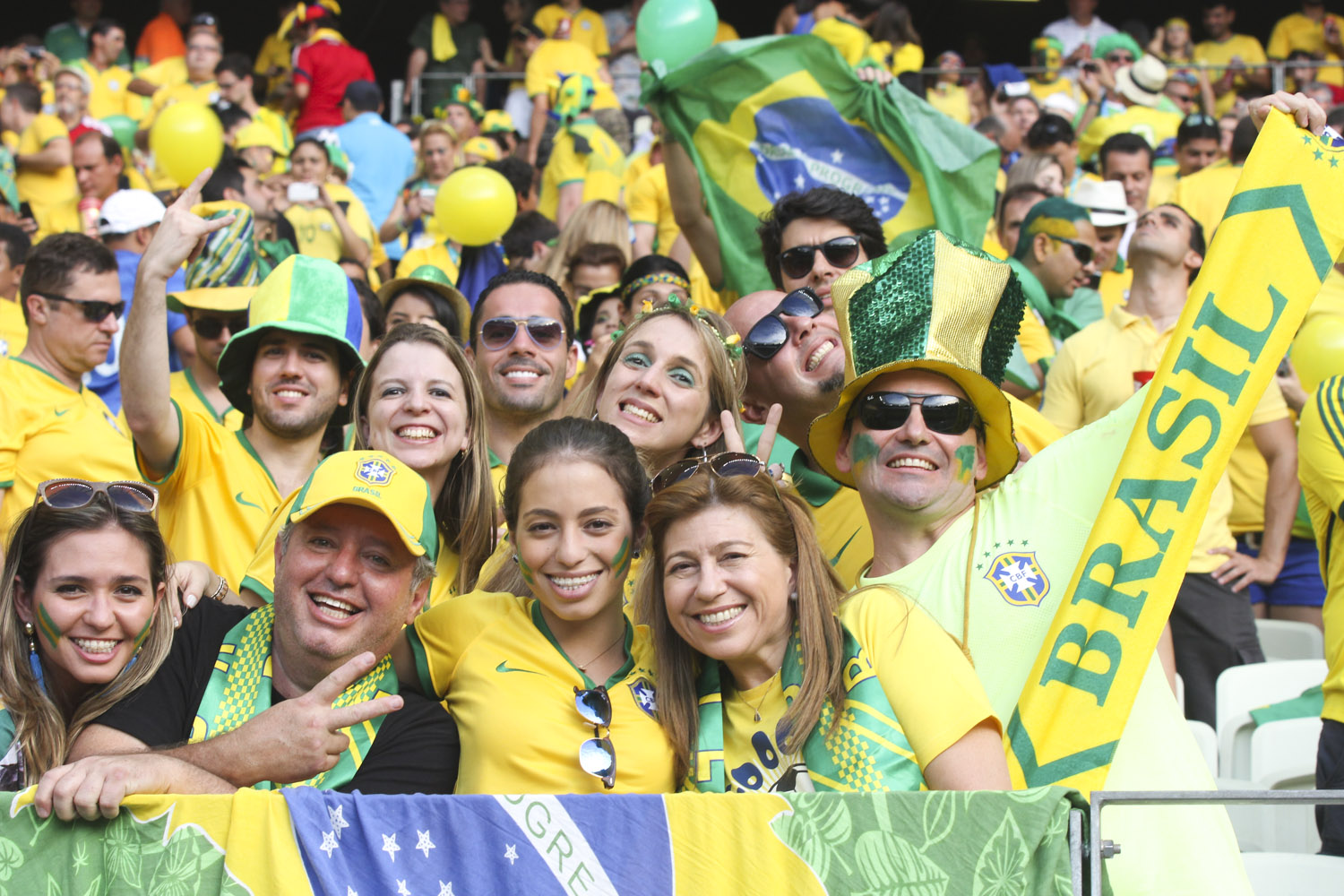
كأس العالم 2014

كرة القدم هي الأشهر في البرازيل، وسرعان ما أصبحت شغفًا للبرازيليين الذين يشيرون إلى بلدهم بأنه «بلد كرة القدم». هناك أكثر من 10 آلاف لاعب محترف حول العالم.
لكرة القدم تأثير واسع في الثقافة البرازيلية. التسلية المفضلة للشباب هي لعب كرة القدم في الشوارع وداخل الصالات. يجمع كأس العالم البرازيليين مع بعضهم، إذ يترك الناس عملهم لمشاهدة منتخبهم الوطني يلعب، أو يُهيّئ أرباب العمل أماكن يتسنى لموظّفيهم مشاهدة تلك المباريات فيها. تُجرى الانتخابات العامة عادة في نفس العام الذي يُقام فيه كأس العالم، ويجادل النقاد بأن الأحزاب السياسية تحاول الاستفادة من الاندفاع القومي الذي تحدثه كرة القدم محاولين استغلالها سياسيًا. في أغلب الأحيان، يُنتخب لاعبو كرة القدم المعتزلون إلى مناصب تشريعية.
تُعد بطولات الدولة البرازيلية أحد الجوانب الفريدة لكرة القدم في البرازيل. مع التطوير المبكر الحاصل للعبة في البرازيل، جعل حجم الدولة والنقص الحاصل في النقل السريع المسابقات الوطنية غير قابلة للتطبيق، لذا تركزت المنافسة على بطولات المدن والمسابقات بين المدن مثل بطولة ريو-ساو باولو. ولكن في الوقت الحالي، هناك توجه نحو تقليل أهمية البطولات الداخلية، بينما ازدادت أهمية البطولات القارية والوطنية منذ تسعينيات القرن العشرين.

## أسلوب كرة القدم
يلعب المنتخب البرازيلي بأسلوب غير تقليدي ومميز للغاية. على سبيل المثال، تُعد المهارات الفردية (المراوغة) ركيزة أساسية في طريقة لعبهم. تعرض المدرب البرازيلي السابق دونغا للكثير من الانتقادات بسبب الأسلوب التقليدي الواقعي ذي الطابع الدفاعي الذي أدخله إلى البرازيل. أُقيل دونغا بعد إخفاق البرازيل في كأس العالم 2010 ليحل مكانه مانو مينيزيس. تسعى البرازيل إلى العودة لأسلوبها الإبداعي بمساعدة الكثير من المواهب الشابة مثل نيمار، ولوكاس مورا، وغانسو، وأوسكار.
حمل خروج العدد الهائل من اللاعبين وتوجههم نحو المنافسات الأوروبية في طياته الكثيرَ من الجدل في البلاد، خاصة حول العواقب التي قد يواجهها مستقبل كرة القدم البرازيلية.

## العنصرية وكرة القدم البرازيلية

### خلفية تاريخية
تظهر العنصرية بصفتها مشكلةً رئيسية عند مناقشة كرة القدم في البرازيل. كان قضايا الوضع الاجتماعي الاقتصادي الفردي، والهويات العرقية، والخلفيات العائلية –المكونات الرئيسية التي ترتبط مع قضية العنصرية في البرازيل– ضالعةً بشكل كبير طوال فترة تطوير الرياضة. يعرض غريغ بوكيتي، وهو أستاذ التاريخ في جامعة ترانسيلفانيا، كيف أدمجت كرة القدم الهويات العرقية للاعبيها خلال عملية توسيع كرة القدم عبر البلاد في كتابه اختراع اللعبة الجميلة: كرة القدم وصناعة البرازيل الحديثة. طبقًا للكاتب، قُدمت كرة القدم لأول مرة في البرازيل بصفتها رياضة أوروبية تفضل بشكل حصري الرجال أصحاب البشرة البيضاء ذوي الامتيازات الاجتماعية والاقتصادية. عزز تشارلز ميلر، وهو برازيلي المولد اسكتلندي الأصل تعلم ممارسة اللعبة أثناء التحاقه بالمدرسة الداخلية لساوثامبتون، استمرارية التسلسل الهرمي داخل الرياضة، وروج لفكرته هذه من خلال توظيف أعضاء نادي ساو باولو الرياضي البريطاني للمغتربين بالإضافة إلى معارفه البرازيليين لتولي زمام الأمور في اللعبة. علاوة على هذا، اعتبرت رؤيةُ ميلر كرة القدم وسيلةً مؤثرة «لتطوير البرازيل وفقًا للمعايير الأوروبية... وكانت متشبعة بالمركزية الأوروبية والحصرية الاجتماعية». قبل كل شيء، كانت كرة القدم جزءًا أساسيًا في «الحياة المترفة بين الطبقات الراقية الحضرية» في نهايات القرن التاسع عشر في البرازيل.
طوال بدايات القرن العشرين، بقيت الحصرية العنصرية موجودة لكن مع تغييرات جذرية في مفهوم الرياضة بالنسبة إلى الأقليات العرقية. في فترة حكم فارغاس، وسعت كرة القدم مجال لاعبيها. خلال ثلاثينات القرن التاسع عشر، أصدر الرئيس السابق للبرازيل غيتيلو فارغاس سياسات عززت النزعة الوطنية التي كانت فيها كرة القدم وسيلة فعالة لتوحيد شعب البرازيل كعرق واحد. مكّن هذا الأمر المنتخبَ البرازيلي من اللعب على المستوى الدولي، إذ آمن القائمون على اللعبة بأن الفريق يجب أن «يُمثله أفضل اللاعبين بغض النظر عن خلفياتهم». أظهر الكثير من لاعبي الطبقة العاملة غير البيض مهاراتهم ومواهبهم في مباريات معتبرة علنية. علّق ماريو فيلهو وهو كاتب في جورنال دوز سبورتس، في عام 1963 قائلًا: «لم يكن في كرة القدم حتى أقل ظلال للعنصرية». على النقيض، جادل بوكيتي بشأن افتقاد بيان فيلهو إلى فهم «حقيقة التسلسل الهرمي والإقصاء التقليدي» التي كانت مترسخة بشكل عميق في ثلاثينيات القرن العشرين. كان ذلك صحيحًا لأن أندية كرة القدم كانت ما تزال تُؤسس وتُدار على يد البيض أصحاب الامتيازات والخلفيات المترفة، الذين أسسوا كرة القدم للهواة لزيادة الحصرية بين المشاركين في ثلاثينيات القرن الماضي وأربعينياته.

### التمييز العنصري
مع أن اللاعبين غير البيض حظيوا بفرصة المشاركة على أعلى مستوى بكرة القدم، بقي التمييز العنصري يمثل مشكلة خطيرة في مجتمعات كرة القدم البرازيلية. قبل أن تصبح كرة القدم في البرازيل رياضة وطنية عامة مع مشاركين من مختلف الأجناس والأعراق والخلفيات الحضارية، «روجت الرياضة للبرازيل على أنها بيضاء وعالمية»، فأخذت شخصيات سياسية مهمة بعين الاعتبار عرق الفرد وطبقته، ومنطقته، في بنائهم الفرق الممثلة. في ما يخص التسلسل الهرمي، جادل بوكيتي بأن الأوروبيين نظروا إلى لاعبي كرة القدم غير البيض على أنهم أدنى مرتبة، واعتبروا مشاركة الأقليات العنصرية عملًا بدنيًا خاصًا بالطبقات الدنيا. منعت أندية كرة القدم رفيعة المستوى في ريو دي جانيرو مشاركة اللاعبين غير البيض في بطولات الدوري في بدايات القرن العشرين. استمر هذا التحقير في المجتمعات الحديثة أيضًا حيث يُنظر إلى لاعبي كرة القدم غير البيض على أنهم أدنى مرتبة بطبيعتهم. على سبيل المثال، كشفت تقارير وسائل الإعلام أن لاعبي كرة القدم غير البيض ما زالوا يعانون من التمييز العنصري. شارك نيمار جونيور في مقابلته صِداماته مع المدربين والمعجبين الذي أطلقوا عليه لقب «القرد» (تعبير عنصري). وبالمثل، يُطلق عادة على لاعبي كرة القدم غير البيض لقب «قرد» للتقليل من قيمتهم بناء على عرقهم. بالإضافة إلى هذا، تعرض أرانها حارس نادي باوليستا للعنصرية من قبل الجمهور، كما هو الحال مع ديدا، الحارس السابق للمنتخب الوطني وفريق مارسيو شاغاس دا سيلفا. أفادت التقارير بوقوع اثنتي عشرة حالة تمييز عنصري في مباريات كرة القدم البرازيلية في 2014.

### التنقل العرقي
بالنسبة إلى لاعبي كرة القدم غير البيض، فقد سمح لهم التميز الاجتماعي والتقدير المكتسب عن طريق كرة القدم بالتنقل العرقي رغم عرقهم الأصلي. في ثلاثينيات القرن التاسع عشر، مكّن تأميم كرة القدم اللاعبين غير البيض من تجربة التنقل العرقي. ولكن إضفاء الشخصية الاحترافية في بداية القرن العشرين جعلت البرازيل تعطي الأولوية بشكل صارم للأشخاص ذوي الخلفيات الثرية. وفقًا لهذا، فإن اللاعبين غير البيض بعد رفع مستواهم الاقتصادي والاجتماعي اعتادوا على بيئة حصرية من الأعضاء أصحاب التأثير السياسي والاقتصادي والاجتماعي. على سبيل المثال، اختبر آرثر فريدنريتش، وهو لاعب كرة قدم برازيلي من أصول أوروبية أفريقية، هذا الارتقاء الاجتماعي في بداية القرن العشرين من خلال مهاراته في كرة القدم. رغم هذا، لم يُصنف نفسه على أنه غير أبيض، بل كان يفضل أن يُعرف بأنه أبيض لأنه كان اللون «المقبول وسط صفوة البرازيليين بشكل تقليدي». بالإضافة إلى هذا، رفض نجوم المنتخب البرازيلي العالميون أمثال رونالدو وروبيرتو كارلوس ونيمار أن يُوصفوا بأنهم من العرق الأسود بدلًا من العرق الأبيض. يصعب تعقب نواياهم الفعلية في ما يخص هذا الاختيار. على عكس المشاكل التي يواجهها اللاعبون غير البيض حول آرائهم، فإن كاكا (أفضل لاعب في العالم 2007)، وهو لاعب المنتخب البرازيلي من ذوي العرق الأبيض، يُصور على أنه مسيحي مخلص وأب مُكرس بلا صراعات داخلية أو خارجية في ما يخص عرقه. في المقابل، فإن أولئك الذين يحددون عرقهم بشكل مختلف تُشوه صورهم بصفتهم خائنين وغير أوفياء. وفقًا لمجلة ذا تايمز أوف إنديا، أجرى علماء الأنثروبولوجيا وعلماء الاجتماع بحثًا لإظهار أن أفراد الأقليات العرقية في البرازيل يميلون إلى خوض هذا الارتقاء الاجتماعي لعزل أنفسهم عن المجتمعات المتخلفة والمحرومة. أظهر نجوم كرة القدم في هذا السياق مسرى مماثل من خلال تفضيلهم أن يتم اعتبارهم شخصيات قوية من خلال تصنيف نفسهم على أنهم من البيض. على سبيل المثال، كتب ماريو فيلهو عن آرثر فريدنريتش أن «الشخص الأسود لا يود أن يكون أسود»، ووفقًا لهذا، فإن الكثير من البرازيليين «لم يرغبوا في أن يمثل اللاعبون السود وطنهم».

## كرة القدم البرازيلية عبر التلفزيون
يجري بث كرة القدم عبر القنوات التلفزيونية الآتية:

### القنوات التلفزيونية المجانية

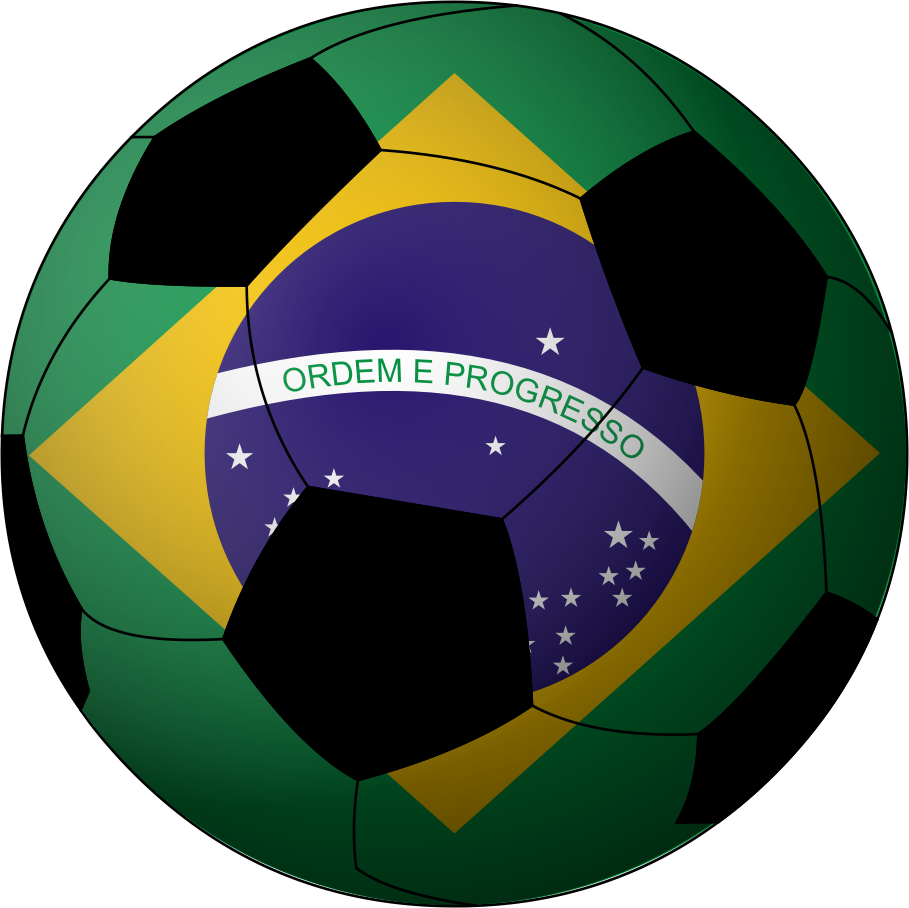
كرة القدم في البرازيل

- قناة غلوبو: الدوري البرازيلي الدرجة الأولى، والدوري البرازيلي الدرجة الثانية، وكوبا ليبرتادوريس، وكوبا سول أمريكانا، وكوبا دو برازيل، ومعظم البطولات الخاصة بالولاية.
- قناة بانديرانتس: الدوري البرازيلي الدرجة الأولى، ودوري أبطال أوروبا، وكامبيناتو باوليستا (بطولة الولاية).
- ريدي تي في!: الدوري البرازيلي الدرجة الثانية، والدوري الأوروبي.
- إسبورتي إنتيراتيفو: دوري أبطال أوروبا، والدوري الإنجليزي الممتاز، والدوري الإيطالي، والدوري الألماني، وكأس العالم للأندية، والدوري الأرجنتيني بريميرا ديفيسيون، وكأس ديل ري، وكأس الاتحاد الإنجليزي، وكأس فرنسا، والدوري البرتغالي الممتاز.
- ريدي فيدا: كامبيوناتا باوليستا الدرجة الثانية، وكوبا باوليستا لكرة القدم.

### القنوات التلفزيونية المدفوعة
- سبور تي في: الدوري البرازيلي الدرجة الأولى، والدوري البرازيلي الدرجة الثانية، وكأس البرازيل، وكأس الليبرتادوريس، وكوبا سوداميريكانا، والدوري الأرجنتيني، والدوري الفرنسي الدرجة الأولى، والدوري الإيطالي الدرجة الأولى، والدوري البرتغالي الممتاز، وبطولة أمم أوروبا، وكوبا أمريكا، وكأس العالم.
- إي إس بي إن/ إي إس بي إن برازيل: كأس البرازيل، ودوري أبطال أوروبا، والدوري الأوروبي، وكأس السوبر الأوروبي، والدوري الإسباني، والدوري الإنجليزي الممتاز، والدوري الألماني، والدوري الهولندي، والدوري التركي، والدوري اليوناني، والدوري الأرجنتيني، وكوبا ساو باولو لكرة القدم للصغار، وكأس العالم.
- فوكس سبورتس برازيل: الدوري البرازيلي الدرجة الأولى (مباريات معادة)، وكأس البرازيل، وكوبا ليبرتادوريس، وكوبا سود أمريكانا، والدوري الإنجليزي الممتاز، والدوري الإيطالي، والدوري الإنجليزي، وكأس العالم.
- بي إف سي (الدفع مقابل المشاهدة): الدوري البرازيلي الدرجة الأولى، والدوري البرازيلي الدرجة الثانية.

## نظام الدوري
يتضمن الدوري أربع فئات:
- الدوري البرازيلي الدرجة الأولى
- الدوري البرازيلي الدرجة الثانية
- الدوري البرازيلي الدرجة الثالثة
- الدوري البرازيلي الدرجة الرابعة

هنالك أيضًا بطولات الولاية التي لا تقل أهمية عن الدوري، ومع هذا، فهي تُستعمل بغرض تأهل الفرق لبطولات الدوري.